# Henri Lion
Antonin Lion ou Henri Lion, né le 13 mai 1895 à Toulouse et mort gazé le 21 septembre 1944 au château de Hartheim (Mauthausen), est un maître-imprimeur, libre-penseur franc-maçon, et militant anarchiste.
Dès 1941, avec son frère Raoul Lion, ils s'engagent dans la résistance antifasciste, pour laquelle ils impriment de nombreuses publications clandestines et des faux papiers.

## Imprimeur libertaire
Fils de Jean-Louis Lion, typographe anarcho-syndicaliste, Antonin Lion, couramment appelé Henri, avait avec son frère Raoul repris l’imprimerie fondée par leur père à Toulouse.
Avec son frère, ils impriment entre les deux guerres de nombreuses affiches, tracts et journaux du mouvement libertaire et notamment la revue mensuelle Plus loin (1931-1939) et les Publications de La Révolte et temps nouveaux.

## Résistant antifasciste

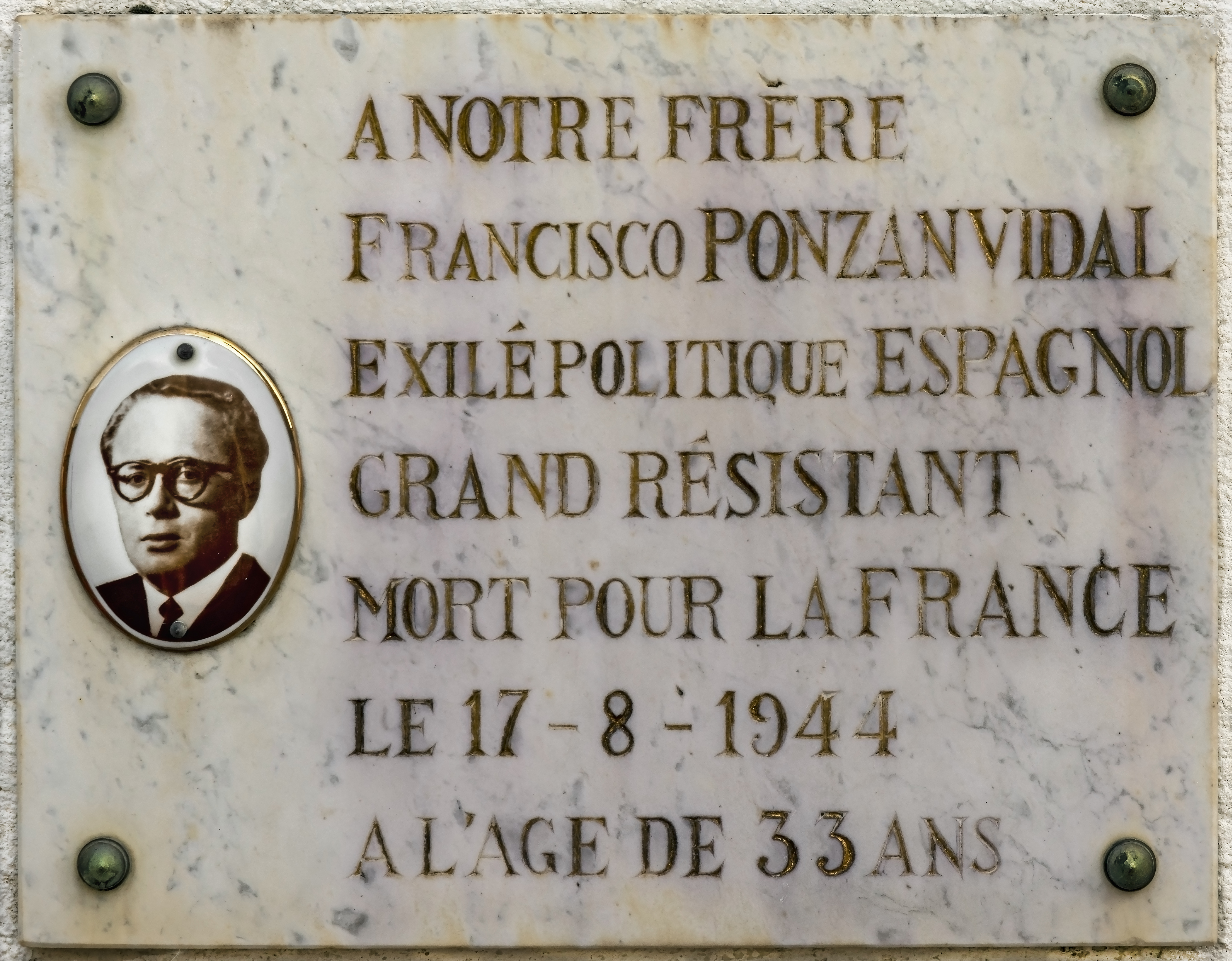
Plaque commémorative à Francisco Ponzán Vidal au mémorial de Buzet-sur-Tarn.

Dès la fin de la guerre d’Espagne, ils sont en contact avec le réseau monté par Francisco Ponzán Vidal, militant libertaire espagnol de la Confédération nationale du travail réfugié en France à la suite de la Retirada : c’est eux qui en mai 1940 impriment en espagnol le manifeste de l’Alliance démocratique espagnole (ADE) appelant à la neutralité de l’Espagne dans le conflit mondial.
Pendant l’occupation, les frères Henri et Raoul Lion mettent très vite leur imprimerie au service de la résistance,, en particulier du réseau Combat. Ils impriment tracts, journaux, cartes d'alimentation et tickets pour le ravitaillement des maquis, et des faux papiers pour les personnes recherchées par la police et la Gestapo. Ils permettent notamment au militant libertaire espagnol Josep Ester i Borrás (es) (José Ester Borras) d’obtenir les papiers nécessaires au bon fonctionnement de son groupe de résistance Liberté.
En liaison avec Jean-René Saulière, qui anime depuis Marseille un réseau anarchiste dans le Midi de la France, ils impriment en 1943 la brochure Les Coupables (rédigée par André Arru et Voline) et le journal La Raison, « organe de la Fédération Internationale Syndicaliste Révolutionnaire ». Ils impriment également, en 1942, la première édition clandestine du livre de l’anarcho-syndicaliste Pierre Besnard, Pour assurer la paix : comment organiser le monde.

## Arrestation et déportation
Ils sont perquisitionnés à deux reprises par la police qui ne trouve rien, d'une part parce que les papiers clandestins partent dès l'impression, d'autre part parce que les imprimeurs sont prévenus.
Les frères Lion sont finalement arrêtés à la suite de la dénonciation d’un jeune collaborateur français.
Le 4 février 1944, la Gestapo perquisitionne les deux ateliers. Raoul et Henri Lion, Amélie, l’épouse de ce dernier, et l’ensemble du personnel sont arrêtés, dont un jeune apprenti conducteur-typographe de 17 ans, Georges Séguy (le futur secrétaire général de la CGT en 1967),, Marcelle Fontes et Adolphe Coll.
En quelques jours, une quarantaine de personnes tombent dans la souricière, dont Adolphe Coll et l'instituteur Maurice Fonvieille (responsables régionaux du mouvement Libérer et fédérer), ainsi que Raymond Naves (principal responsable local du Réseau Brutus et du Comité d'action socialiste clandestin qui publie Le Populaire du Sud Ouest),. et Louis Plana (responsable local de France Combat).
Incarcérés à la Prison Saint-Michel, ils sont interrogés au siège de la Gestapo de Toulouse. Henri Lion y est sévèrement frappé.
Le 24 février, il est transféré avec son frère et ses employés à Paris, puis au camp de Compiègne, d’où, le 22 mars 1944, ils sont déportés au camp de concentration de Mauthausen.
Envoyé à Gusen, il est gazé au Château de Hartheim le 21 septembre 1944, neuf jours après son frère Raoul.

## Raoul Lion
Son frère Raoul Lion, né le 5 juillet 1897 à Toulouse et mort gazé le 12 septembre 1944 au Château de Hartheim (Mauthausen) est un typographe anarchiste. Actif dans la Résistance, il est arrêté par la Gestapo le 5 février 1944 dans son imprimerie et transférés le 24 février à Paris puis déporté, le 22 mars 1944, de Compiègne vers Mauthausen.
Son activité politique se confond jusqu’au bout avec celle de son frère.

## Les frères Lion
Libertaires et antifascistes, l’engagement politique des frères Lion est connu de tous. « Une conscience politique forgée dès leur plus jeune âge par leur père, Jean-Louis, lui-même imprimeur et fer de lance du mouvement anarcho-syndicaliste toulousain du début du XXe siècle » indique le musée départemental de la Résistance et de la Déportation de la Haute-Garonne.
Françoise d'Eaubonne parlent des « deux imprimeurs les plus téméraires de Toulouse ».

## Hommages
- À la suite de la Libération de Toulouse, la place Dominique-Martin-Dupuy est rebaptisée place des Frères-Lion. Finalement, leur nom est attribué à une rue voisine, la rue des Frères-Lion ;
- Une plaque est posée à l'emplacement de l'imprimerie d'Henri Lion, au 23 rue Croix-Baragnon à Toulouse ;
- Une boîte aux lettres de la ville de Toulouse porte son effigie parmi celles d'autres résistants, œuvre du street artist C215. Le portrait d'Henri Lion est quelques jours après affublé d'une croix gammée, ce qui fait réagir l'artiste[25].

## Notices

### Antonin Lion / Henri Lion
- Dictionnaire des anarchistes, « Le Maitron » : notice biographique.
- Dictionnaire international des militants anarchistes : notice biographique.
- René Bianco, 100 ans de presse anarchiste : notice.
- (ca) Anarco Efemerides : notice biographique.

### Raoul Lion
- Dictionnaire des anarchistes, « Le Maitron » : notice biographique.

### Imprimerie toulousaine (Lion)
- Catalogue général des éditions et collections anarchistes francophones : notice.